# Carpeneto
Carpeneto (piemontiul: Carpnèj) település Olaszországban, Piemont régióban, Alessandria megyében. Lakosainak száma 889 fő (2023. január 1.). Carpeneto Montaldo Bormida, Ovada, Predosa, Rocca Grimalda, Sezzadio, Trisobbio és Acqui Terme községekkel határos.

## Népesség
A település népessége az elmúlt években az alábbi módon változott:
| Lakosok száma | 967  | 977  | 889  |
|               | 2017 | 2018 | 2023 |